# Kabinet-Mori II
Het kabinet–Mori II (Japans: 第2次森内閣) was de regering van het Keizerrijk Japan van 5 juli 2000 tot 26 april 2001.

## Kabinet–Mori II (2000–2001)
| Ambtsbekleder                                                | Ambtsbekleder       | Ambtsbekleder                             | Functie                                                           | Ambtstermijn      | Ambtstermijn      | Partij |
| ------------------------------------------------------------ | ------------------- | ----------------------------------------- | ----------------------------------------------------------------- | ----------------- | ----------------- | ------ |
|                                                              | Yoshiro Mori        | Yoshiro Mori 森喜朗 (1937)                | Premier                                                           | 5 april 2000      | 26 april 2001     | LDP    |
|                                                              | Hidenao Nakagawa    | Hidenao Nakagawa 中川秀直 (1944)          | Secretaris- generaal                                              | 5 juli 2000       | 27 oktober 2000   | LDP    |
|                                                              | Yasuo Fukuda        | Yasuo Fukuda 福田康夫 (1936)              | Secretaris- generaal                                              | 27 oktober 2000   | 8 mei 2004        | LDP    |
|                                                              | Mamoru Nishida      | Mamoru Nishida 西田司 (1928–2014)         | Minister van Binnenlandse Zaken                                   | 5 juli 2000       | 5 december 2000   | LDP    |
| Voorzitter van de Commissie voor Openbare Orde en Veiligheid | Mamoru Nishida      | Mamoru Nishida 西田司 (1928–2014)         |                                                                   | 5 juli 2000       | 5 december 2000   | LDP    |
|                                                              | Toranosuke Katayama | Toranosuke Katayama 片山虎之助 (1935)     | Minister van Binnenlandse Zaken                                   | 5 december 2000   | 5 januari 2001    | LDP    |
| Minister van Communicatie en Post                            | Toranosuke Katayama | Toranosuke Katayama 片山虎之助 (1935)     |                                                                   | 5 december 2000   | 5 januari 2001    | LDP    |
| Minister van Binnenlandse Zaken en Communicatie              | Toranosuke Katayama | Toranosuke Katayama 片山虎之助 (1935)     | 5 januari 2001                                                    | 22 september 2003 |                   | LDP    |
|                                                              | Yohei Kono          | Yohei Kono 河野洋平 (1937)                | Minister van Buitenlandse Zaken                                   | 5 oktober 1999    | 26 april 2001     | LDP    |
|                                                              | Kiichi Miyazawa     | Kiichi Miyazawa 宮澤喜一 (1919–2007)      | Minister van Financiën                                            | 30 juli 1998      | 26 april 2001     | LDP    |
|                                                              | Okiharu Yasuoka     | Okiharu Yasuoka 保岡興治 (1939–2019)      | Minister van Justitie                                             | 5 juli 2000       | 5 december 2000   | LDP    |
|                                                              | Nobutaka Machimura  | Masahiko Kōmura 高村正彦 (1942)           | Minister van Justitie                                             | 5 december 2000   | 26 april 2001     | LDP    |
|                                                              | Takeo Hiranuma      | Takeo Hiranuma 平沼赳夫 (1939)            | Minister van Economische Zaken                                    | 5 juli 2000       | 22 september 2003 | LDP    |
|                                                              | Yuji Tsushima       | Yuji Tsushima 津島雄二 (1930)             | Minister van Volksgezondheid en Welzijn                           | 5 juli 2000       | 5 december 2000   | LDP    |
|                                                              | Yoshio Yoshikawa    | Yoshio Yoshikawa 吉川芳男 (1931 2018)     | Minister van Arbeid                                               | 5 juli 2000       | 5 december 2000   | LDP    |
|                                                              | Chikara Sakaguchi   | Chikara Sakaguchi 坂口 力 (1934)          | Minister van Volksgezondheid en Welzijn                           | 5 juli 2000       | 5 januari 2001    | NKP    |
| Minister van Arbeid                                          | Chikara Sakaguchi   | Chikara Sakaguchi 坂口 力 (1934)          |                                                                   | 5 juli 2000       | 5 januari 2001    | NKP    |
| Minister van Volksgezondheid, Arbeid en Welzijn              | Chikara Sakaguchi   | Chikara Sakaguchi 坂口 力 (1934)          | 5 januari 2001                                                    | 27 september 2004 |                   | NKP    |
|                                                              | Tadamori Oshima     | Tadamori Oshima 大島 理森 (1946)          | Minister van Onderwijs, Cultuur, Sport, Wetenschap en Technologie | 5 juli 2000       | 5 december 2000   | LDP    |
|                                                              | Nobutaka Machimura  | Nobutaka Machimura 町村 信孝 (1944–2015)  | Minister van Onderwijs, Cultuur, Sport, Wetenschap en Technologie | 5 december 2000   | 26 april 2001     | LDP    |
|                                                              | Hajime Morita       | Hajime Morita 森田一 (1939)               | Minister van Transport                                            | 5 juli 2000       | 5 december 2000   | LDP    |
|                                                              | Chikage Oogi        | Chikage Oogi 扇 千景 (1933–2023)          | Minister van Constructie                                          | 5 juli 2000       | 5 januari 2001    | NCP    |
| Minister van Transport                                       | Chikage Oogi        | Chikage Oogi 扇 千景 (1933–2023)          | 5 december 2000                                                   |                   | 5 januari 2001    | NCP    |
| Minister van Infrastructuur, Transport en Toerisme           | Chikage Oogi        | Chikage Oogi 扇 千景 (1933–2023)          | 5 januari 2001                                                    | 22 september 2003 |                   | NCP    |
|                                                              | Yoichi Tani         | Yoichi Tani 谷洋一 (1926–2011)            | Minister van Landbouw, Bosbouw en Visserij                        | 5 juli 2000       | 5 december 2000   | LDP    |
|                                                              | Yoshio Yatsu        | Yoshio Yatsu 谷津 義男 (1934–2021)        | Minister van Landbouw, Bosbouw en Visserij                        | 5 december 2000   | 26 april 2001     | LDP    |
|                                                              |                     | Kozo Hirabayashi 平林鴻三 (1930)          | Minister van Communicatie en Post                                 | 5 juli 2000       | 5 december 2000   | LDP    |
|                                                              | Yoriko Kawaguchi    | Yoriko Kawaguchi 川口 順子 (1941)         | Minister van Milieu                                               | 5 januari 2001    | 1 februari 2002   | LDP    |
|                                                              | Bunmei Ibuki        | Bunmei Ibuki 伊吹 文明 (1938)             | Voorzitter van de Commissie voor Openbare Orde en Veiligheid      | 5 december 2000   | 26 april 2001     | LDP    |
| Minister zonder portefeuille                                 | Bunmei Ibuki        | Bunmei Ibuki 伊吹 文明 (1938)             |                                                                   | 5 december 2000   | 26 april 2001     | LDP    |
| Minister voor Rampen- bestrijding                            | Bunmei Ibuki        | Bunmei Ibuki 伊吹 文明 (1938)             |                                                                   | 5 december 2000   | 26 april 2001     | LDP    |
|                                                              | Fukushiro Nukaga    | Fukushiro Nukaga 額賀 福志郎 (1944)       | Minister voor Economische Betrekkingen                            | 5 januari 2001    | 22 januari 2001   | LDP    |
|                                                              | Taro Aso            | Taro Aso 麻生 太郎 (1940)                 | Minister voor Economische Betrekkingen                            | 22 januari 2001   | 26 april 2001     | LDP    |
|                                                              | Ryutaro Hashimoto   | Ryutaro Hashimoto 橋本 龍太郎 (1937–2006) | Minister voor Okinawa en de Koerilen                              | 5 januari 2001    | 26 april 2001     | LDP    |
| Minister voor Bestuurlijke Vernieuwing                       | Ryutaro Hashimoto   | Ryutaro Hashimoto 橋本 龍太郎 (1937–2006) |                                                                   | 5 januari 2001    | 26 april 2001     | LDP    |
|                                                              | Kazuo Torashima     | Kazuo Torashima 虎島和夫 (1928–2005)      | Directeur- generaal van de JSDF                                   | 5 juli 2000       | 5 december 2000   | LDP    |
|                                                              | Toshitsugu Saito    | Toshitsugu Saito 斉藤斗志二 (1944)        | Directeur- generaal van de JSDF                                   | 5 december 2000   | 26 april 2001     | LDP    |